# Jean-Baptiste Louis de Kytspotter
Jean-Baptiste Louis de Kytspotter, né le 19 juin 1751 à Hazebrouck et mort le 13 juin 1815 à Bailleul, est un député du tiers état aux États généraux de 1789.
Il siège jusqu'à la fin de la session de l'Assemblée nationale constituante le 30 septembre 1791.

## Biographie

### Famille
Jean-Baptiste Louis de Kytspotter est né le 19 juin 1751 à Hazebrouck,. Il est le fils de Pierre-Jean de Kytspotter, avocat, avoué d'Hazebrouck, et d'Anne-Marie Claire Florens.
Jean-Baptiste Louis de Kytspotter est lieutenant général criminel au bailliage royal présidial des Flandres,,, qui siège à Bailleul,.

### Député
Le 10 avril 1789,, il est élu député du tiers état du bailliage de Bailleul aux États généraux,,,. Il est le premier député du tiers état élu (sur quatre) dans ce bailliage,.
À l'Assemblée nationale constituante, il est secrétaire de l'Assemblée en août 1790,,,,,,,, et membre du comité de l'aliénation des domaines nationaux,. Selon Jacques de Saint Victor, Jean-Baptiste Louis de Kytspotter peut être classé parmi les membres du groupe des aristocrates.
En août 1790, il est élu juge de Bailleul. Après la fin de la session de l'Assemblée nationale constituante le 30 septembre 1791, il ne participe plus à la vie politique.
Il meurt à Bailleul le 13 juin 1815,,.

### Mariage et descendance
Jean-Baptiste Louis de Kytspotter épouse Marie Isabelle Reine Messer. Ils ont quatre enfants :
- Pierre Louis Henri Eugène, percepteur des contributions directes, mort à Bailleul le 9 septembre 1812 à l'âge de 29 ans[3] ;
- Marie Renée Louise, née à Bailleul le 25 septembre 1792, mariée à Bailleul le 10 octobre 1820 avec Antoine Louis Pierre Borry[3] ;
- Rosalie Julie Ernestine Joseph, née à Bailleul le 22 floréal an II (11 mai 1794)[3] ;
- Ernestine Françoise Joseph, née à Bailleul le 9 ventôse an IV (28 février 1796)[3] ;

## Héraldique
D'argent, à une fasce d'azur, chargée d'une hure de sanglier et accompagnée de trois roses de gueules, tigées et feuillées de sinople, les deux en chef adossés.